# Harisat ar-Radd asz-Szarkijja
Harisat ar-Radd asz-Szarkijja – wieś w Syrii, w muhafazie Al-Hasaka, w dystrykcie Al-Kamiszli. W 2004 roku liczyła 874 mieszkańców.